# Iglesia de San Salvador del Canadell
La iglesia de San Salvador del Canadell es un edificio religioso de la población de Calders perteneciente a la comarca catalana del Moyanés en la provincia de Barcelona. Es una iglesia románica y gótica incluida en el Inventario del Patrimonio Arquitectónico de Cataluña y protegida como Bien Cultural de Interés Local.

## Historia
Está documentada desde el año 1206, y el siglo XIV -entre 1361 y 1438- aparece como iglesia parroquial, aunque el resto de documentación existente la sitúa de sufragánea de la iglesia de San Pedro de Viladecavalls. Otras noticias son de visitas pastorales (1523-1652), publicadas por Antoni Pladevall, en las que da noticia de que Joan Canadell fundó una caridad de pan cocido, y en las que se dice que se llame entre los feligreses de Viladecavalls a dos administradores para cuidar de la capilla.
En 1743 se pagaba un retablo nuevo, que se había hecho para la capilla. Se conserva una campana de bronce con la fecha de 1703, que se encuentra en el más del Canadell. En 1936 durante la guerra civil española fue profanada, y desde entonces no se ha abierto al culto.
En 1999 se ha realizado una intervención arqueológica poniendo al descubierto los cimientos y el enlosado de la construcción románica primitiva y se ha excavado el subsuelo interior. Material escaso aparecido entre el enlucido del muro del edificio actual podría indicar una cronología alrededor del siglo XVII.

## Descripción
Es de planta rectangular y una sola nave acabada con ábside orientado a levante, cubierta con bóveda de cañón. Las paredes están hechas de hiladas de sillares más o menos cuadrados. Tiene dos vitrales poco llamativos y en la fachada principal, un portal adintelado, con una sencilla moldura que tiene dos sillares en la base. Tiene el inicio de un campanario de espadaña sobre la fachada de poniente. Adosados a la banda de mediodía, se conservan los cimientos de una construcción románica anterior -muro, enlosado y ábside-. La capilla que actualmente se conserva entera es de obra gótica de tradición románica.